# ليكا
لويس كارلوس بيريرا كارنيرو (بالبرتغالية: Luís Carlos Pereira Carneiro‏) وهو لاعب كُرَة قَدَم برتغالي في مركز الجناح ولد في يوم 8 سبتمبر 1988 في قرية لاميلاس في البرتغال، يلعب حالياً مع نادي رايو فايكانو كمعار من نادي بورتو وإشتوريل برايا ونادي تروفينسه ونادي تورزينسه ونادي أكاديميكا كويمبرا ولعب مع منتخب البرتغال لكرة القدم.

## روابط خارجية
- ليكا على موقع قاعدة بيانات كرة القدم.إي يو (الإنجليزية)
- ليكا على موقع ناشيونال فوتبول تيمز (الإنجليزية)
- ليكا على موقع Soccerway.com (الإنجليزية)
- ليكا على موقع عالم كرة القدم.نت (الإنجليزية)
- ليكا على موقع AS.com (الإسبانية)